# 川越まつり会館
川越まつり会館（かわごえまつりかいかん）は、埼玉県川越市にある川越市立の郷土博物館。

## 概要
国の重要無形民俗文化財に指定され「関東三大祭」の一つである「川越氷川祭」（川越まつり）に関する資料を展示・伝統を保存するために2003年（平成15年）9月28日に開館した。建築は川越の蔵造りのデザインとなっている。
展示ホールでは川越まつりに実際に用いられる山車を交替で常時2台展示している。日曜・休日には囃子の実演も各町内が交替で行っている（午後1:30と2:30の2回）。祭礼の変遷や背景、祭りの準備と情景、木遣りや囃子なども紹介する民俗博物館である。
特別展示では、NHK大河ドラマの篤姫に使われた衣装の展示など、江戸文化とそれを継承している川越の文化展示などが行われている。

## 利用案内

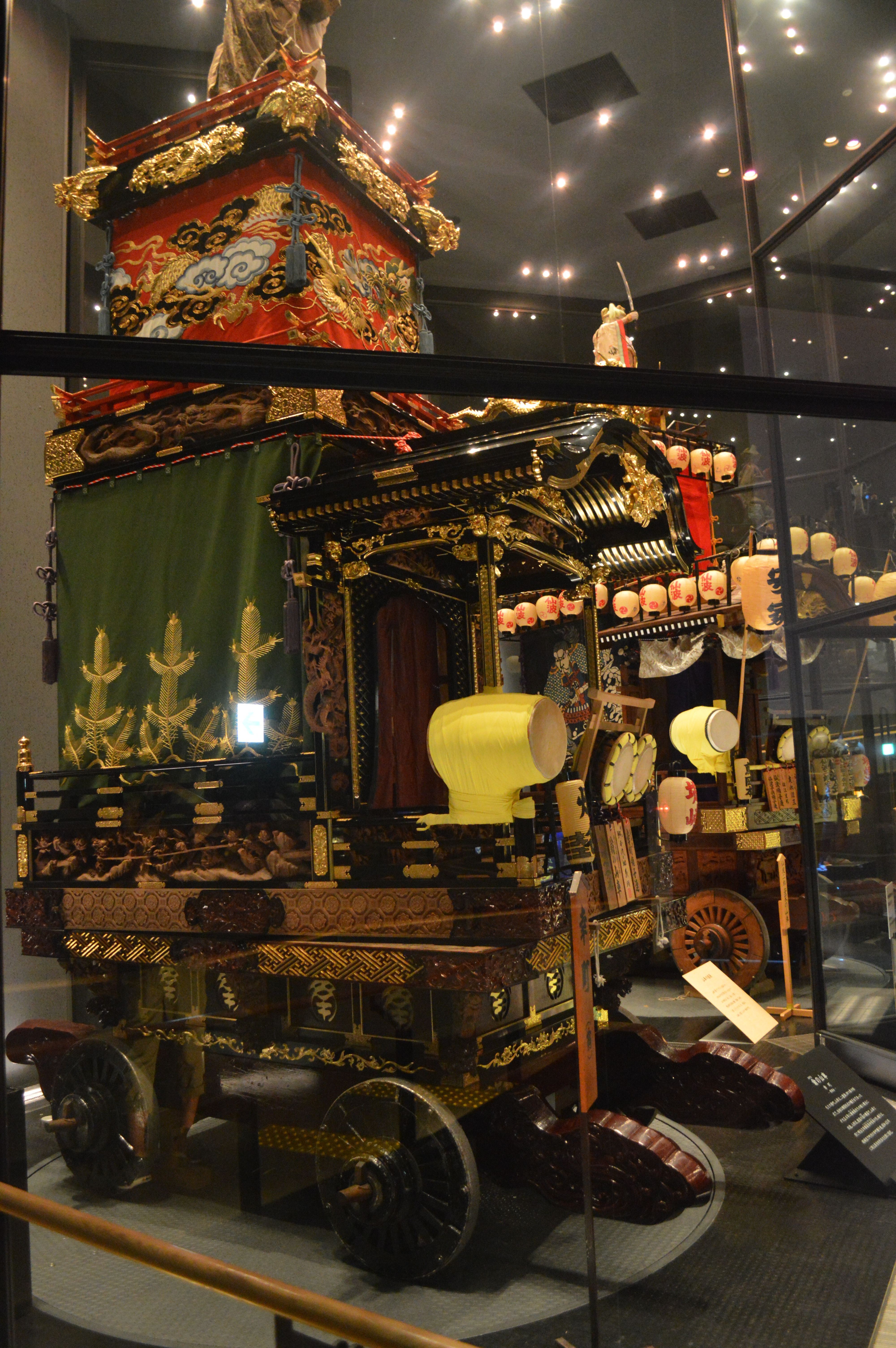
展示されている山車

- 開館時間
午前9時30分～午後6時30分（10月～3月は午後5時30分まで）
- 休館日
毎月第2、第4水曜日 （休日の場合、その翌日が休館日）。12月29日～1月1日
- 入館料
一般300円、小・中学生100円。
「遊Five」という共通券は一般650円、大学・高校生450円。川越まつり会館の他に川越市立博物館・川越市立美術館・川越城本丸御殿・川越市蔵造り資料館に入館できる。

## 所在地
埼玉県川越市元町2丁目1番地10 

## アクセス
- 東武東上線・川越線の川越駅東口、または西武新宿線の本川越駅から東武バスウエストで「札の辻」下車、徒歩1分。
- 西武新宿線の本川越駅から徒歩16分。
- 川越市蔵造り資料館や時の鐘、菓子屋横丁からはすぐ。

## 関連リンク
- 川越まつり会館

座標: 北緯35度55分27.5秒 東経139度28分56.5秒 / 北緯35.924306度 東経139.482361度